# John MacAndrews
John MacAndrews foi um ator britânico da era do cinema mudo.

## Filmografia selecionada
- The Chimes (1914)
- Far from the Madding Crowd (1915)
- Barnaby Rudge (1915)
- Trelawny of the Wells (1916)
- The Hanging Judge (1918)
- The Poet's Windfall (1918)
- His Dearest Possession (1919)
- The Forest on the Hill (1919)
- The Kinsman (1919)
- Broken in the Wars (1919)
- Alf's Button (1920)
- John Forrest Finds Himself (1920)
- The Lunatic at Large (1921)
- The Bargain (1921)
- A Sister to Assist 'Er (1922)
- Comin' Thro the Rye (1923)
- Mist in the Valley (1923)
- The House of Marney (1926)